# ホルスト・エームケ

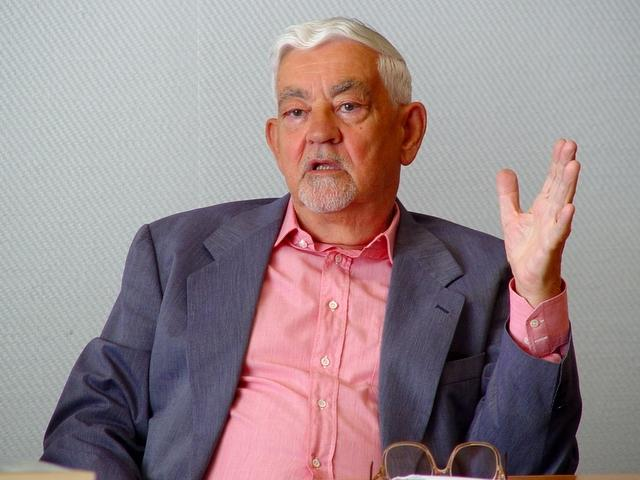
ホルスト・エームケ（2003年）

ホルスト・パウル・アウグスト・エームケ（Horst Paul August Ehmke、1927年2月4日 - 2017年3月12日 ）は、ドイツの公法学者、政治家である。ドイツ社会民主党（SPD）所属。ドイツ連邦議会議員、法務大臣、連邦首相府長官、研究科学大臣兼郵政電信大臣などを務めた。

## 経歴
ダンツィヒ生まれ。地元のギムナジウムに通う。2007年になって、エームケが1944年にナチ党に入党していたことが明らかになったが、エームケは「そのことは自分でも知らなかった」と釈明している。第二次世界大戦末期の戦火を避けて西に逃れ、終戦後の1946年にフレンスブルクでアビトゥーアに合格。1947年、ドイツ社会民主党（SPD）に入党。ゲッティンゲン大学で経済学と法学を学び、1949年から一年間プリンストン大学に留学して政治学と歴史学も学んでいる。1951年に第一次法曹試験と公務員試験に合格して大学を卒業、1956年に第二次法曹試験に合格した。この間1952年に法学博士号を取得。1952年から1956年まで、ドイツ連邦議会議員アドルフ・アルント（SPD）の補佐官を務める。1960年、ケルンとバークレーのフォード財団研究員となる。1960年に教授資格を取得し、翌年フライブルク大学で公法の教授となる。

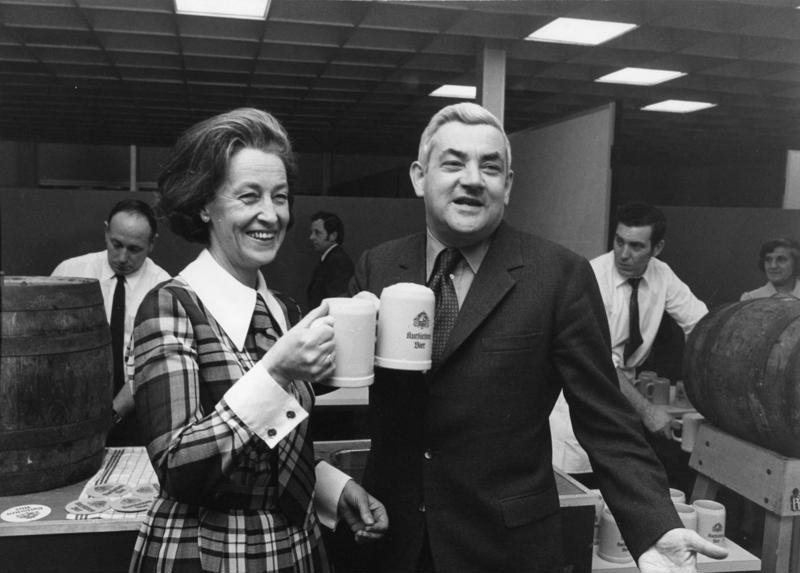
首相府で1972年のクリスマスを祝うエームケら閣僚

1967年、グスタフ・ハイネマン法相の下で政務次官に就任。1969年にハイネマンが大統領就任のため辞任すると、後任の法相としてキージンガー内閣に入閣した。同年ドイツ連邦議会選挙で初当選、ヴィリー・ブラント内閣で特命相・連邦首相府長官に就任。1972年の連邦議会選挙後は研究・技術大臣兼郵便・通信大臣に転じた。1974年にブラントがギヨーム事件で辞任すると、閣僚を辞した。同年、弁護士免許を取得。1977年から1990年まで、SPDの連邦議会議員団長代理。1994年を最後に連邦議会を去り、政界から引退した。
政界引退後は犯罪小説や政治スリラー小説を発表している。アメリカ同時多発テロ事件について、「テロリストが諜報機関の助けなしにこのようなテロを起こせるわけがない」と発言し、アメリカ合衆国による陰謀説をほのめかしている。憲法に関する著書も多い。
二度の結婚で三児の父となった。